# Juliana Martins (modelo)
Juliana Martins (José Bonifácio, São Paulo 3 de octubre de 1984) es una modelo brasileña. Trabajó para Sports Illustrated y concursó en 1997 en el certamen Elite Model Look. Juliana Martins fue denominada la "Cindy Crawford brasileña" por el empresario y agente de talentos John Casablancas cuando la modelo tenía trece años. Además de su aparición en Sports Illustrated, fotografías de Juliana han sido incluidas en la prestigiosa revista Marie Claire.